# Rebirth (manhwa)
Rebirth (리버스?) è un manhwa scritto e disegnato da Kang Woo Lee. In patria è stato pubblicato dal 1998 in poi, e in Italia dal 2003 dall'editore Flashbook. La pubblicazione è terminata col 26° volume.

## Trama
La storia parla di un vampiro, Deshwitat, che si risveglia alla fine del XX secolo, dopo un'assenza nel mondo durata più di trecento anni. Deshwitat è deciso a distruggere il suo nemico, il misterioso Kalutika, da cui era stato sconfitto nel passato. Per farlo è costretto a farsi aiutare da improbabili alleati: la ragazza coreana Remi, l'esorcista vaticana Millenear e i due misteriosi maestri di tecniche segrete Rett e Beryun.

## Personaggi principali
- Deshwitat L. Rudbick
- Carlos Rudbick
- Elysee
- Kalutika Maybus
- Lord Maybus
- Danube Maybus
- Padre Daniel
- Lilith
- Padre Josimov
- Rett Butler
- Beryum
- Dottor Do
- Remi
- Millenair Sheffield
- Padre Biscontine
- Remi
- Vescovo Bernard
- Maestra Tae
- Mr. Draistael
- Padre williams
- Grey

### Ordine di San Michele
- Erika
- Padre Yongwon
- Padre Ford
- Padre Hans